# Драган Димчић
Драган Димчић (Београд, 24. децембар 1967) је филмски монтажер, професор на Факултету драмских уметности у Београду и аутор из области филмске монтаже и филма.

## Биографија
Драган Димчић је завршио Факултет драмских уметности у Београду. Дипломирао је 2001. године на Катедри монтаже, а титулу Магистра вишемедијске уметности стекао је 2009. године на Универзитету уметности у Београду.

На матичном факултету је запослен од 2010. године, прво у звању Асистента, затим од 2013. године Доцента, а од 2018. је Ванредни професор на Катедри монтаже.

### Предавачка делатност
- Предавач је на Факултету драмских уметности на предметима: Симултана монтажа, Монтажа алтернативних филмских форми, Монтажа и језик нових медија;
- Руководилац је студијског програма Дигитална уметност на Интердисциплинарним докторским студијама Универзитета уметности и предавач на предмету Дигитални видео;
- Предавач је на предмету: Технике и технологије израде вишемедијског дела, студијског програма Вишемедијска уметност на Интердисциплинарним докторским студијама Универзитета уметности;
- Наставу обавља и на предметима Видео продукција и Мултимедијална продукција на Високој школи електротехнике и рачунарства у Београду.[1]

### Конференције, научни скупови, предавања за јавност и текстови
Драган Димчић је учесник и предавач на разним конференцијама и манифестацијама. Неке од њих су:
- Будућност уметничког образовања и истраживања пред изазовима дигиталног окружења – конференција (Ректорат Универзитета уметности у Београду, 2020)[1][2]
- Филм и књижевност – научни скуп, учесник са темом: Монтажне технике Вилијама С. Бароуза у романима "Нежна машина", "Признаница која је експлодирала" и "Нова Експрес"[1] (Институт за књижевност и уметност 29 – 30. новембар 2018)[3]Катедра монтаже Факултета драмских уметности (ФДУ) у Београду - Професор Драган Димчић са студентима
- Од 2020. до 2021. године је одржао циклус предавања и радионица као предавач и ментор: Аустријска филмска авангарда (у организацији Аустријског културног форума, Sixpack film из Беча и Академског филмског центра Дома културе Студентски град у Београду)[1]
- Од 2020. до 2021. је одржао низ предавања и разговора о односу филма и нових медија под називом: FilmStation (теме: Видео игре, Виртуална реалност и Трансмедијско приповедање, Стереоскопски филм, Фотографија и филм есеј, Монтажа-колаж-мозаик) у Дому културе студентски град, Београд).[1][4]
- 2021. године је био учесник GEECT конференције: A Perfect  Film  Editor, Lodz  Film School, у Пољској.

Аутор је неколико текстова о филму:
- Увод у фаунд футиџ филм (Зборник Фаунд футиџ, Алтернативе филм-видео, Београд 2010);
- Лажни документарац (Зборник ФДУ 25-26, Београд 2014.)

Написао је поговоре за књиге:
- Ходање по леду, Вернер Херцог (ЛОМ, Београд 2020.)
- Логика слика, Вим Вендерс (РЕД БОКС, Београд 2021.)
- Разговори – Анджеј Жулавски, Дејвид Кроненберг, Рајнер Вернер Фасбиндер, Гаспар Ное, Алехандро Ходоровски, Алексеј Балабанов (РЕД БОКС, Београд 2022.)

Писац је рецензије за књигу:
- Записи у светлости – генеалогија јапанског експерименталног филма аутора Марка Грубачића у издању Филолошког факултета и ДКСГ (2020).

Такође је у својству предавача, гостовао и у другим градовима Србије, а у Загребу је на Академији ликовних умјетности одржао предавање: Умјетност филмске монтаже, 2019. године.
Повремено је сарадник на платформи: Ремаркер – Задовољство у тексту.

## Књиге
- Коаутор је практикума за лабораторијске вежбе из предмета Видео продукција, Драган Димчић, Владимир Церић: Видео продукција - практикум за лабораторијске вежбе, интерно издање Високе школе електротехнике и рачунарства, Београд 2008.[7]
- Између светова – филмови Николаса Роуга (Nicolas Roeg), Теренса Малика, Дејвида Линча, Дејвида Кроненберга и Алехандра Ходоровског, Дом културе Студентски град, Београд 2018.
- Заједно са професором Миодрагом Медиговићем, превео је књигу: Изабрани дублови - Филмски монтажери о филмској монтажи – Винсента Лобрутоа, Факултет драмских уметности, Београд 2014.[7]

## Филм, мултимедија и театар
- Кафана Златни бубрег (2002) – кратки играни филм у режији Биљане Ђурђевић, монтажа;
- On the way seeking... (2003) – театарски пројекат у режији Ирене Ристић, монтажа видео сегмента;
- Сага (2006) – театарски пројекат у режији Ирене Ристић, монтажа видео сегмента;
- Заједно (2011) – дугометражни играни филм у режији Младена Матичевића, асистент монтаже;
- Морфејев биоскоп за самца – аутор вишемедијске инсталације (Магацин 2008; инсталација је била и део изложбе Вишемедијска уметност у Уметничком павиљону "Цвијета Зузорић" 2014);
- Претпоставка невиности (2018) – дугометражни играни филм у режији Јелене Марковић, супервизор монтаже;
- Ah Ahilej – Live@REX (2018) – документарни концертни филм, режија и монтажа;
- Драматик - found footage (2019) – (Београдски фестивал мозаика, Кућа легата, Београд), аутор.
- Quest for Vinca (2022), документарни филм у режији Владимира Јакшића и Бенџамина Елиота, супервизор монтаже.
- Мистерија Мерион Парка (2022.), аутор видео рада приказаног на  6. међународном Тријеналу проширених медија УЛУС-а, Павиљону Цвијета Зузорић и Кинотеци (2022.).
- Мавена (2022.), филм есеј у режији Андрије Лекића, монтажер.